# NGC 923
NGC 923 é uma galáxia espiral (Sb) localizada na direcção da constelação de Andromeda. Possui uma declinação de +41° 58' 41" e uma ascensão recta de 2 horas, 27 minutos e 34,6 segundos.
A galáxia NGC 923 foi descoberta em 30 de Outubro de 1878 por Édouard Jean-Marie Stephan.